# Кик Тулза
Кик Тулза (фр. Cuq-Toulza) насеље је и општина у јужној Француској у региону Миди Пирене, у департману Тарн која припада префектури Кастр.
По подацима из 2011. године у општини је живело 694 становника, а густина насељености је износила 30,11 становника/km². Општина се простире на површини од 23,05 km². Налази се на средњој надморској висини од 270 метара (максималној 296 m, а минималној 182 m).

## Демографија
| 1962. | 1968. | 1975. | 1982. | 1990. | 1999. | 2011. |
| ----- | ----- | ----- | ----- | ----- | ----- | ----- |
| 413   | 525   | 515   | 517   | 546   | 519   | 694   |

График промене броја становника у току последњих година